# Jo Roets
Jo Roets is een Belgisch theatermaker, acteur en auteur afkomstig uit Sint-Niklaas.

## Biografie
Jo Roets' carrière begon op 12-jarige leeftijd. In een scoutslokaal repeteerde hij toneelstukken, deelde briefjes uit en trad hij op voor andere kinderen. De teksten die hij speelde vond Roets in de kast van zijn vader of maakte hij zelf. Op die manier kwam Jo Roets terecht bij Marc Maillard. Ze besloten samen stukken te maken bij het door Marc nieuwe opgerichte gezelschap Theater Froe Froe. Op een bepaald moment voelde hij de nood om zich bij te scholen en vertrok naar Maastricht. Jo roets volgde een parttime opleiding docent/regisseur aan de Toneelacademie Maastricht. In de jaren '90, dankzij zijn parttime opleiding, kon hij snel in de praktijk staan. Hij kwam later in contact met Greet Vissers en vroeg haar of ze konden samenwerken binnen Theater FroeFroe. Greet Vissers regisseerde en Jo Roets was een spelende maker. Hij scheef tekstjes voor 'Een dame in de kast' die ze onmiddellijk op de vloer uitvoerden. Dit was het begin van een lange samenwerking. Samen richtten ze Blauw Vier op (nu: Laika) en namen de artistieke leiding op zich. In het begin was Jo Roets speler, later regisseerde hij ook.
Jo Roets is Coördinator Docent/ Regisseur (parttime opleiding) bij Toneelacademie Maastricht en Artistiek leider bij Laika, theater der zinnen (Blauw Vier van 1991 tot 2000). Laika is een professioneel gezelschap voor kinderen, jongeren en volwassenen dat ook in het buitenland bekendheid gekregen heeft dankzij voorstellingen als 'CYRANO' en 'Een dame in de kast'. Bij Laika is Jo Roets samen met Peter de Bie het uitgangspunt van het artistieke beleid. Peter de Bie houdt zich bezig met de mogelijke zintuiglijke betrokkenheid bij de voorstelling of de scenografie, Jo Roets werkt vanuit teksten en regisseert de acteurs.
Samen met zijn gezelschap Laika bracht hij theater in verschillende genres: opera met 'Opera Buffa', poppentheater met 'Pentamerone', muziektheater met 'zigzagkind'. Maar het genre waar Roets het bekendst voor staat is het jeugdtheater. In een interview met toneelstof, een project van VTi dat de geschiedenis van de podiumkunsten in beeld brengt, vertelde Jo Roets dat er in de jaren '90 een gebrek was aan jeugdtheater. Men keek toen vooral naar Nederland waar al enkele jaren gezocht werd naar het professioneel uitbouwen van jeugdtheater. Dit bracht de vraag in hen op of dit ook mogelijk zou zijn in Vlaanderen. Voor veel teksten keert Jo Roets terug naar het 19de-eeuwse toneelrepertoire en maakt daar een toegankelijk stuk van voor de jeugd.
Jo Roets zijn werken maakte ook deel uit van enkele boeken. In 1996 verscheen 'Klein Magazijn 1: teksten voor jeugdtheater'. Dit boek werd samengesteld door teksten waaronder 'blauw vier' dat hij samen met Greet Vissers schreef. Klein Magazijn kreeg een jaar later een vervolg genaamd 'Klein Magazijn 2: teksten voor jeugdtheater'. Hierin verscheen ook weer een werk van Roets nl. 'Napolejong'. Ook in 'Klein Magazijn 3: teksten voor jeugdtheater' (1999) en 'Klein Magazijn 4: teksten voor jeugdtheater' ( 2003) verschenen werken van Jo Roets. In 1999 bracht hij voor het eerst samen met  Paul Verrept een prentenboek uit genaamd 'Floris en Blancefloer'. Uitgeverij Clavis gaf dit boek uit. Het verhaal is gebaseerd op het middeleeuwse verhaal over de liefde tussen  een Arabische prins en de dochter van een blanke slavin. Dit boek werd in 2001 geselecteerd door de kinderjury. In 2010 maakte Jo Roets een theaterversie van het boek Cantecleir en maakte erna samen met Greet Vissers en Ellen Vrijsen  een prentenboek van. Uitgeverij De Eenhoorn gaf dit boek uit. Hiermee  wonnen ze een Boekenpauw in 2011.

## Werken
- Een dame in de kast | za 28 nov - zo 29 nov 1992 (Script en Spel)
- Het Kamermeisje | vr 05 maa - za 06 maa 1993 (Tekst)
- De weg naar IJs | za 18 sep - zo 19 sep 1993
- Naar Macbeth | za 15 jan - zo 16 jan 1994 (Regie)
- Cyrano | wo 10 sep - za 27 sep 1997 (Bewerking, Decor en Regie)
- De Karamazovs naar Fjodor Dostojevski | za 11 sep - za 25 sep 1999 (Tekst en Regie)
- COUPe ROYALe| (Regie)
- Blauw vier (Tekst en Spel)
- Andere stemmen, andere kamers (Tekst)
- In de bomen (Tekst)
- Napolejong (Tekst en Regie)
- Cantecleir (Tekst en Regie)
- Floris en Blancefloer; prentenboek | 1999 (Tekst)
- Floris en Blancefloer | 2001 (Tekst en Regie)
- Hotel Ideal 2001 | 2001 (Artistiek leider)
- Ongelikt-King Lear | 2001 (Regie)
- Patatboem | 2002 (Eindregie)
- Floris en Blancefloer, de kamishibai | 2002 (Tekst en Regie)
- De twaalfde nacht| 2003  (Tekst en Regie)
- Hotel Ideal 2003 | 2003 (Tekst en Regie)
- Van muizen en mensen | 2003 (Regie)
- Hotel Tomilho | 2004 (Regie)
- Arthur | 2005 (Regie)
- Soepkinders | 2005 (Regie)
- Wie is van wie | 2005 ( Regie)
- De Idioot | 2006 (Regie)
- Petroesjka | 2006 (Regie)
- Sensazione | 2006 (Regie)
- Geloof me! | 2007 (Tekst en Regie)
- Ridderverdriet (zie je niet) | 2007 (Regie)
- Circusnachten | 2008 (Tekst en Regie)
- Me gusta | 2008 (Advies)
- Stil leven | 2009 (Advies)
- Tot in de woestijn | 2009 (Regie)
- Het Takkenkind | 2009 (Regie)
- Het gevecht van De Vocht | 2010 (Bewerking en Regie)
- Kleine Sofie | 2010 (Regie)
- Othello | 2011 (Tekst en Regie)
- Zetels van goud | 2012 (Regie)
- Opera Buffa | 2012 (Concept en Regie)
- NIPT | 2013 (Advies)
- Suikerspin | 2013 (Regie)
- Aromagic | 2013
- Boot | 2013 (Regie)
- UMAMI | 2013 (Coaching)
- Cowboys huilen niet | 2014 (Regie)
- Misdaad en straf| 2014 (Tekst en Regie)
- Konijn met pruimen | 2015
- Pentamerone | 2015 (Tekst en Regie)
- Zigzagkind | 2016 (Bewerking en Regie)
- Piknik Horrifik | 2016
- Aardappelsoep | 2017 (Tekstbewerking en Regie)
- My Robot is a Lover | 2017 (Coaching regie)
- CANTINA | 2018[7]

## Prijzen/ Festivals
- geselecteerd door de kinderjury 2001:  Floris en Blancefloer; prentenboek
- Het Theaterfestival 2001[5]
- Het theaterfestival 2002[8]
- Boekenpauw (2011)[9]

- Bibliothèque nationale de France: cb15933138q (data)
- Gemeinsame Normdatei: 1126741337
- International Standard Name Identifier: 0000 0003 6916 9149
- Library of Congress Control Number: no2013079331
- Nederlandse Thesaurus van Auteursnamen: 148219357
- Système universitaire de documentation: 086061755
- Virtual International Authority File: 243043702
- WorldCat: E39PBJth4HmFTxkKCYYC3hJJjC